# Přírodní park Kornatický potok
Přírodní park Kornatický potok se nachází asi 4 km jihozápadně od Rokycan. Nejvyšším vrcholem je Maršál s nadmořskou výškou 560 m n. m.

## Fauna a flora
Z rostlin se zde vyskytují např. vzácný medovník velkokvětý, lilie zlatohlavá nebo vemeník dvoulistý. Lze se zde hojně setkat s čápy nebo brouky tesaříkem, střevlíkem či páchníkem hnědým.

## Osídlení v minulosti
Na místě dnešních lesů se kdysi vyskytovalo značné množství lidského osídlení. Dokladem jsou mohylová pohřebiště z doby bronzové, zaniklé středověké vesnice nebo hrad Lopata.

## Turistika a cyklistika
Přírodním parkem vede červená značka z Rokycan a Šťáhlav, žlutá z Rakové a Nezvěstic a modrá z Mirošova a Šťáhlavic. Projít se jím lze i po naučné stezce F. X. France. Přírodní park protíná také cyklotrasa 2154.

## Maloplošně chráněná území
- Přírodní památka Hádky
- Přírodní rezervace Lopata